# Спрінгвотер (Нью-Йорк)
Спрінгвотер (англ. Springwater) — місто (англ. town) в США, в окрузі Лівінгстон штату Нью-Йорк. Населення — 2286 осіб (2020).

## Демографія
Згідно з переписом 2010 року, у місті мешкало 2439 осіб у 1005 домогосподарствах у складі 682 родин. Було 1242 помешкання
Расовий склад населення:
| - 97,8 % — білих - 0,4 % — корінних американців - 0,3 % — чорних або афроамериканців - 0,3 % — азіатів |

До двох чи більше рас належало 1,2 %. Частка іспаномовних становила 1,0 % від усіх жителів.
За віковим діапазоном населення розподілялося таким чином: 21,2 % — особи молодші 18 років, 66,3 % — особи у віці 18—64 років, 12,5 % — особи у віці 65 років та старші. Медіана віку мешканця становила 44,1 року. На 100 осіб жіночої статі у місті припадало 105,3 чоловіків;  на 100 жінок у віці від 18 років та старших — 104,4 чоловіків також старших 18 років.
Середній дохід на одне домашнє господарство  становив 64 607 доларів США (медіана — 53 023), а середній дохід на одну сім'ю — 74 879 доларів (медіана — 63 409). Медіана доходів становила 51 563 долари для чоловіків та 39 375 доларів для жінок. За межею бідності перебувало 12,0 % осіб, у тому числі 19,2 % дітей у віці до 18 років та 10,9 % осіб у віці 65 років та старших.
Цивільне працевлаштоване населення становило 964 особи. Основні галузі зайнятості: освіта, охорона здоров'я та соціальна допомога — 23,0 %, науковці, спеціалісти, менеджери — 14,6 %, виробництво — 13,2 %.